# Atmos-Höhle
Die als Atmos-Höhle bekannte Shpella Avulit ist eine der Höhlen südlich der südalbanischen Stadt Leskovik unmittelbar an der Grenze zu Griechenland. Die Höhle ist insbesondere bekannt für den Neuron-See, der als flächenmäßig größter bekannter Thermalwasser-Höhlensee der Welt gilt.
Der Name Atmos (griechisch ατμός) respektive albanisch Avuli bedeutet Dampf.

## Lage
Der Fluss Sarandaporos, der seine Quelle in Griechenland hat, bildet auf den letzten rund zehn Kilometern vor der Mündung in die Vjosa die albanisch-griechische Grenze. In diesem Bereich verfügt der Fluss über ein breites, naturbelassenes Flussbett. Gelegentlich musste sich der Fluss aber eine Schlucht durch Felsriegel graben. Der Ort, in dem das Nordufer zu albanischem Territorium gehört, liegt innerhalb einer solchen Schlucht, die Vromoner genannt wird. Diese kurze Schlucht ist mehrfach besonders. Sie entstand, weil hier eine Störung verläuft, die sich von Nord nach Süd durch ganz Albanien zieht. Wie an anderen Orten entlang dieser Störung – als Kruja-Geothermalzone bezeichnet – finden sich hier Thermalquellen auf beiden Seiten der Grenze. Diese gaben der Schlucht auch ihren Namen, der für „warm“ steht.
Auf albanischer Seite gibt es rund um die Quellen kaum Infrastruktur, obwohl sie zeitweise als Heilbad genutzt wurden. Das Kurhaus lag, da direkt an der Staatsgrenze, zur kommunistischen Zeit in einem streng bewachten Sperrgebiet.
Im nördlichen Teil des karstigen Felsriegels an der Vromoner-Schlucht, der eine Höhe von 635 m ü. A. erreicht und das Flussbett um rund 200 Meter überragt, gibt es auf beiden Seiten zahlreiche Höhlen, darunter die – grenzüberschreitende – Sulfur-Höhle, die Shpella Breshkë (Schildkröten-Höhle), die Dvacítka-Höhle (zwanzigste) und die Atmos-Höhle. Einige der Höhlen liegen direkt am Fluss, andere weiter oben am Berg. In den genannten Höhlen befinden sich Thermalquellen, alle mit einer Wassertemperatur von 26 °C. Die Quellen sind reich an Schwefelwasserstoff, so dass Koralloiden entstanden, kleine kugelförmige Kalkablagerungen. Teilweise treten giftige Gaskonzentrationen aus. In den Höhlen wurden acht endemische Tierarten entdeckt. Spinnen haben in einer Höhle ein Netz mit einer Größe von 100 Quadratmetern gebaut.
Der Eingang zur Atmos-Höhle liegt mehr als 150 Meter über dem Flussbett. In unwegsamem Gelände am Berg führt ein steiler Trichter umgeben von Geröllhängen hinab zum Höhleneingang, ein rund 20 auf 40 Meter großer Schacht, der tief in die Höhle abfällt und aus dem Schwefelwasserstoff aufsteigt.

## Erforschung der Höhle
Tschechische Höhlenforscher begannen zu Beginn der 2020er Jahre, die Höhlen von Vromoner zu erforschen. Weder in Griechenland noch in Albanien gab es Aufzeichnungen zu diesen Höhlen. Nach ersten Befahrungen von 2021 fiel den Tschechen, als sie Filmmaterial sichteten, eine Dampfwolke auf, die aus dem Wald oben am Berg aufstieg. Eine erste Befahrung der Höhle im Februar 2022 musste abgebrochen werden: Das Seil war zu kurz, um sich in die Atmos-Höhle abzuseilen. Immerhin gelang es, sich so weit in den Schacht abzuseilen, um zu sehen, dass weit unten ein Höhlensee liegt.
Zehn Monate später gelang es problemlos, den 128 Meter tiefen Schacht abzuseilen. Die Höhle konnte erstmals grundlegend erforscht werden.
2023 wurden mehrere Expeditionen in der Region durchgeführt. Dabei waren auch Wissenschaftler aus anderen Ländern dabei, um die Geologie, Hydrologie und vor allem die Biologie der Höhlen besser zu untersuchen. Dabei wurde unter anderem eine neue Skorpionart der Gattung Euscorpius entdeckt.
Um die Größe des Neuron-Sees wissenschaftlich besser zu belegen, wurde Ende 2024 eine weitere Forschung durchgeführt, dabei wurde die Höhle mit einem Lidar-Scanner vermessen.

## Beschreibung

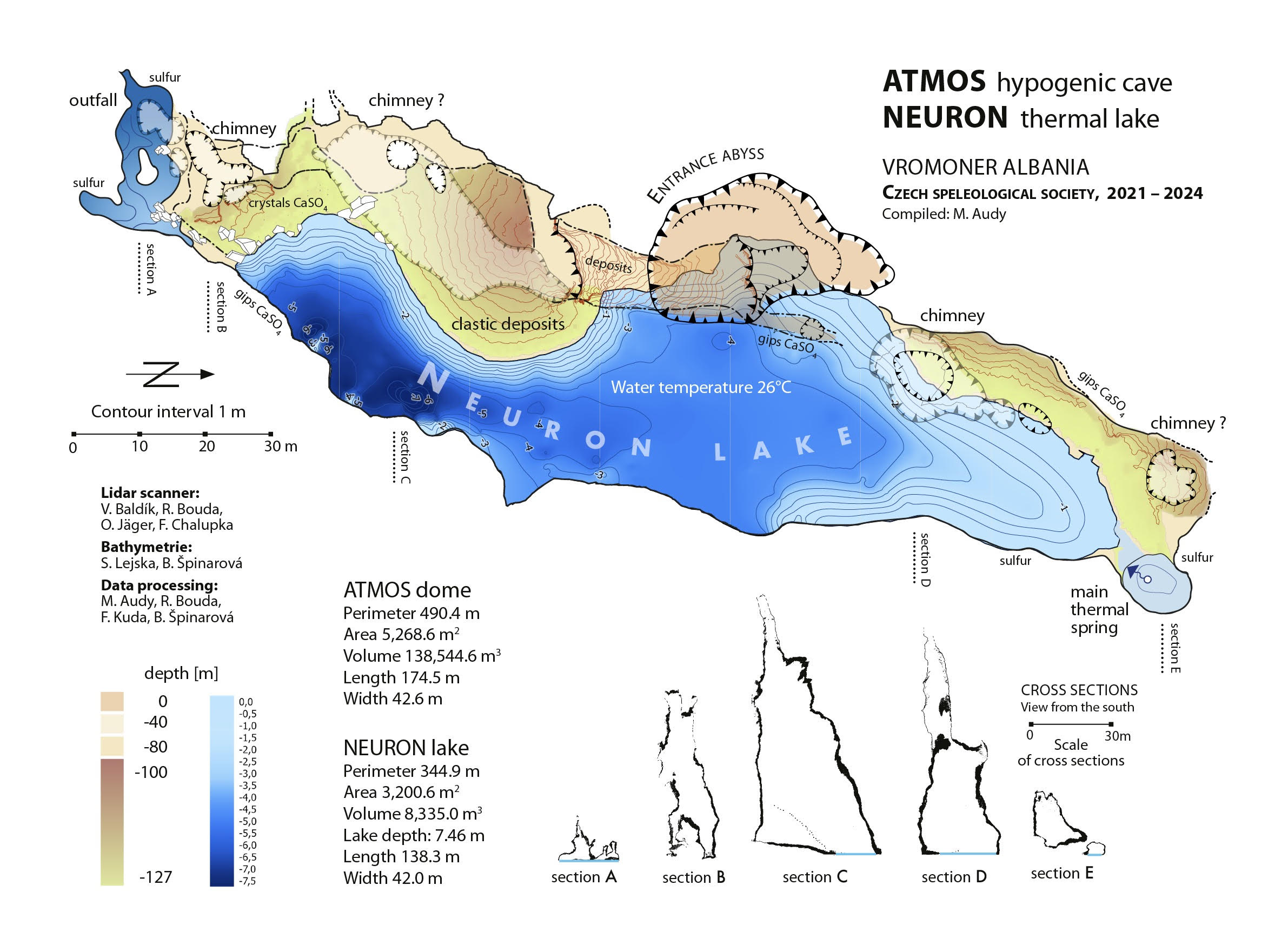
Plan der Atmos-Höhle

### Höhle
Vom Eingang geht der Schacht, allmählich breiter werdend, rund 100 Meter tief in die Höhle hinab. Unter dem Eingang lagert ein Schuttkegel aus Gips.
Die Höhle ist eine große und hohe, längliche Halle, die sich von Nord nach Süd zieht. Am Nordende tritt ein kleiner Bach aus dem Felsen. In einer Kammer am Südende befindet sich ein zweiter, kleiner See, der rund fünf Meter tiefer liegt. Danach setzt sich die Höhle in kleinen Gängen fort. An den Wänden der Atmos-Höhle findet sich vielerorts Ablagerung von Gips (Ca[SO4]·2H2O), andere Bereiche sind mit Schwefel überzogen. Der Gips entsteht als chemische Reaktion zwischen dem Kalkstein und dem Schwefelwasserstoffgas. Stalaktiten kommen nur in einer kleinen Gruppe vor. An den Wänden eines zweiten Schachts beim kleinen See gibt es Gips-Kristalle, deren Nadeln Längen von über 10 Zentimeter erreichen.
Die Temperatur in der Höhle liegt bei maximal 27 °C. Ihr Volumen beträgt 133.545 m³, davon entfallen ca. 113.370 m³ auf die Halle mit dem See. Diese große Halle dürfte zu den größten hypogen entstandenen Höhlen Europas zählen.
Der neu entdeckte, nach der Sulfur-Höhle benannte Skorpion, Euscorpius sulfur findet sich auch in der Atmos-Höhle. Zudem wurden die Zuckmücke Tanytarsus triangularis und die Große Hufeisennase nachgewiesen.

### Neuron-See

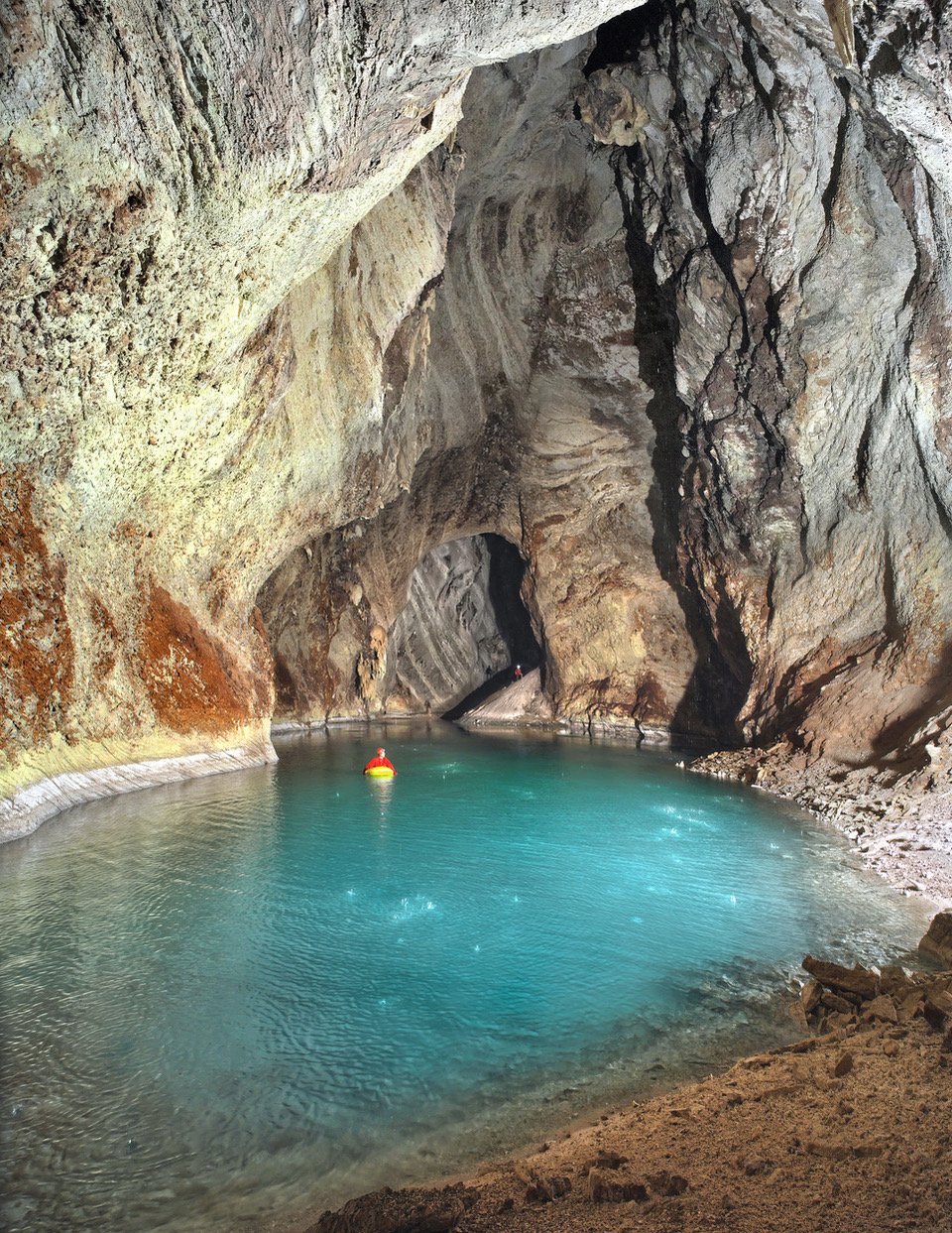
Neuron-See

Der türkisblaue Neuron-See ist auf allen Seiten von steilen Wänden umgeben. Die 2024 gemachten Messungen ergaben für den Höhlensee eine Länge von 138,3 Metern und 42 Meter Breite. Der Umfang beläuft sich auf 345 Meter, das Volumen auf 8335 Kubikmeter. Der See hat eine Fläche von rund 3201 Quadratmetern und ist kaum mehr als sieben Meter tief. Damit ist der See im Hranická propast in Tschechien bezüglich Tiefe und Volumen deutlich größer.
Der See hat eine Wassertemperatur von 26 °C, sein Wasserspiegel variiert je nach Jahreszeit um rund zwei Meter.
Bei einem Markierungsversuch wurde festgestellt, dass das Wasser aus dem See nach rund drei Stunden die Thermalquellen im Tal erreicht.
Sein Name ist eine Reverenz an die tschechische Neuron-Stiftung, die die Höhlenforscher finanziell stark unterstützt hat.